# Massacre de Nanquín
La massacre de Nanquín és el nom que designa les accions de les tropes japoneses a la ciutat de Nanquín després de la victòria contra els xinesos en la Segona Guerra Sinojaponesa. Va durar sis setmanes des del 13 de desembre de 1937. Ha donat peu a diversos llibres, documentals i la pel·lícula Ciutat de vida i mort, a més de constituir un dels punts més greus de tensió en les relacions entre els dos països.

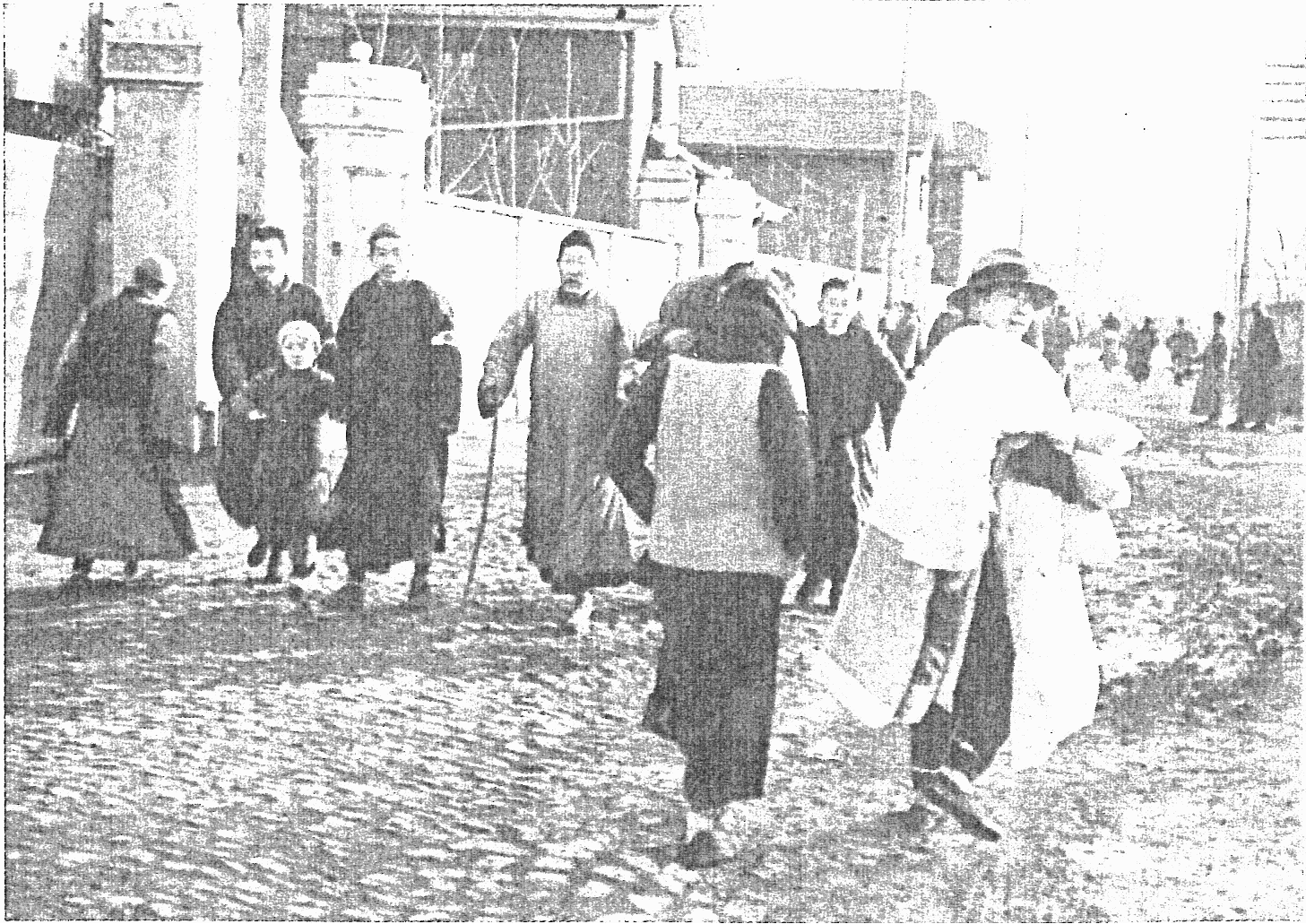
Foto procedent del servei de propaganda japonès

## Les accions de les tropes japoneses
El príncep Asaka Yasuhiko era l'oficial en cap de l'exèrcit japonès i va donar l'ordre de matar tots els soldats xinesos després d'aconseguir la victòria a l'antiga capital xinesa. Aquesta ordre s'ha vist com la justificació per a les matances posteriors, que van durar unes sis setmanes malgrat l'intent internacional d'aturar-les creant una zona de seguretat, liderada per l'alemany John Rabe.
La massacre va incloure la violació d'unes 20,000 dones, sense distinció d'edat, algunes en els dies posteriors a la victòria com a revenja espontània i d'altres com a part de les anomenades «dones de consol» per als soldats, és a dir, prostitutes forçades. Davant els intents de negativa, s'assassinava les dones o se les involucrava en actes d'incest, essent violades per membres de la pròpia família. Està documentada la mutilació dels cossos, introduint objectes a la vagina o perforant-los amb la baioneta reglamentària. Destaca l'assalt a l'escola femenina de Ginling, on van ser violades centenars d'adolescents.

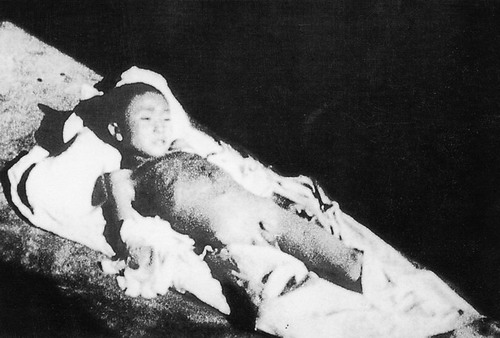
Nen de set anys mort a baionetades

Els japonesos també van executar milers de civils, alguns diaris de supervivents fins i tot parlen de concursos per assolir la xifra més gran de morts. Els mètodes d'execució destaquen per la brutalitat i inclouen gent cremada viva i fosses comunes on es feien explotar mines. Els oficials japonesos van organitzar escamots que buscaven possibles soldats enemics o homes joves capaços de ser-ho i els executaven en grups de 100-200 persones, sembla que seguint instruccions d'Iwane Matsui.

## Conseqüències
El Tribunal Penal Internacional per a l'Orient va jutjar les accions de les tropes japoneses com a crim de guerra quan es va constituir el 1946. Alguns dels acusats gaudien d'immunitat pels seus càrrecs, amb la qual cosa no van ser jutjats. La sentència va suposar la pena de mort per a set oficials i divuit condemnes a presó.
Es va construir un memorials per a les víctimes el 1985, així com una casa-museu a la residència dels estrangers, molts d'ells missioners (els testimonis dels quals són una de les proves usades al judici). La massacre de Nanquín és un dels punts de conflicte diplomàtic entre el Japó i la Xina.

## Controvèrsia
El govern japonès ha minimitzat la massacre, amb alguns sectors de dreta que arriben a negar-ne l'existència, adduint que es basa en un muntatge xinès i que les proves depenen de testimonis no imparcials, com ara diaris de les suposades víctimes. Els periodistes japonesos que han escrit sobre el tema han rebut atacs i crítiques dels seus compatriotes però van forçar una petició de disculpes del govern japonès, acció que les víctimes consideren incompleta. El tractament del tema al llibre de text d'història japonès és un altre front de controvèrsia.

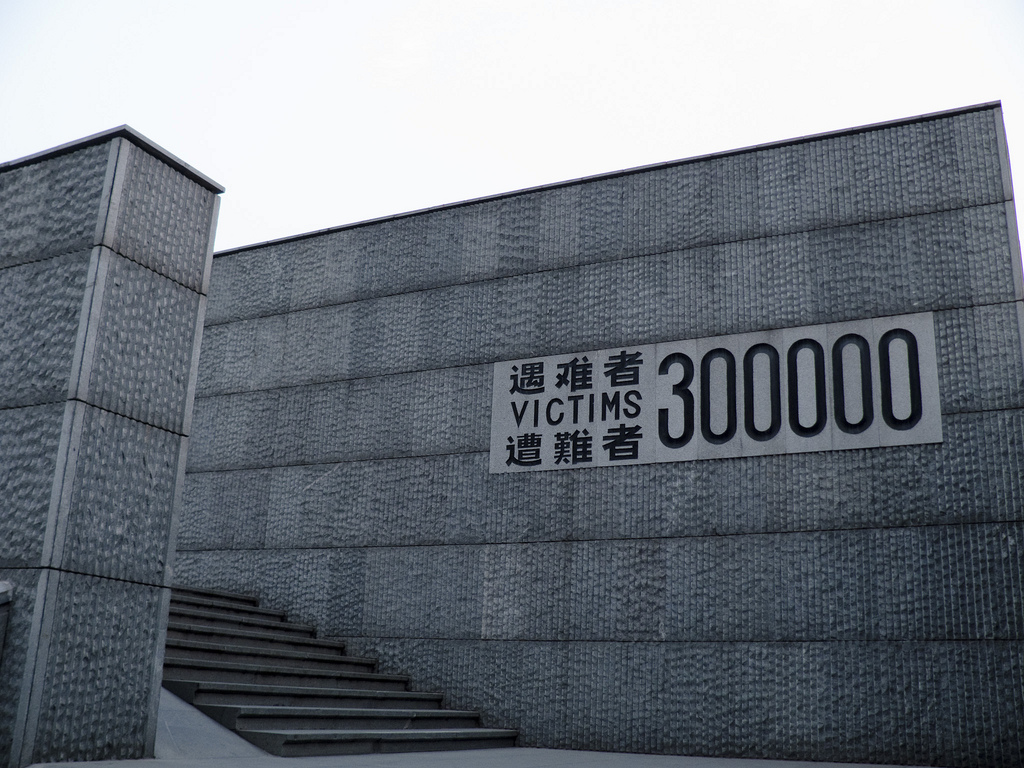
Memorial a Nanquín

Respecte al nombre de víctimes, les xifres varien entre unes dues-centes (reconegudes pel govern japonès), 200.000 (segons el Tribunal Internacional) o unes 400.000 segons fonts xineses, recolzades per documents nord-americans. Alguns eleven la xifra final en considerar l'àrea que envoltava la capital xinesa, on també s'haurien comès assassinats massius. Les violacions superarien les 20.000.